# 배주영
배주영(1969년 2월 24일 ~ )은 대한민국의 성우로, 1993년 MBC 공채 11기로 입사했다.

## 출연 작품

### 애니메이션
- 강철의 연금술사 (애니원) - 로제
- 짱구는 못말려 극장판: 부리부리 왕국의 보물 - 루루
- 경계의 린네 (재능TV) - 리카
- 고 포 스피드 (재능TV) - 천시영
- 금발의 제니 (MBC) - 베티
- 꿈의 라이브 프리즘스톤 (SBS) - 채우리
  - 꿈의 보석 프리즘스톤 (SBS) - 혜인
- 날아라! 호빵맨 (애니맥스) - 멜론빵
- 다마고치 극장판 1기: 두근두근 우주의 미아 (카툰네트워크) - 마마메치
- 다마고치 극장판 2기: 우주제일의 행복한 이야기 (카툰네트워크) - 마마메치
- 다카하시 루미코 극장 (대원방송) - 케이코
- 디어 보이즈 (대원방송) - 이미나
- 라제폰 (대원방송) - 쿠온
- 로보짱 큐빅스 (SBS) - 통통, 닥터볼
- 마탐정 로키 라그나로크 (애니원) - 마유라
- 미스터 맨 쇼 (카툰네트워크) - 사고양
- 방가방가 햄토리 (SBS) - 리본
- 베리베리 뮤우뮤우 (SBS) - 마리
- 세느강의 별 (MBC)
- 수퍼멍멍이 레츠고 테피 (카툰네트워크) - 엄마
- 시간 탐험대 (MBC) - 용용 / 클레오파트라
- 십이국기 (애니원) - 이사이
- 썬더 일레븐 (재능TV) - 유가을, 채연우
  - 썬더 일레븐 GO (재능TV) - 송학영
- 올림포스 가디언 (SBS) - 안드로메다
- 열려라! 코코밍 (디즈니채널) - 티프밍,  게쵸밍,  양미혜,  포곤
- 윈드리아의 영웅 (MBC) - 마리
- 조이드 신세기제로 (챔프) - 마리
- 진월담 월희 (애니맥스) - 토오노 아키하
- 짱이와 깨모 (SBS) - 깨미
- 쵸비츠 (애니원) - 로지
- 축구 열풍 시리즈 (MBC) - 톰
- 트레인 히어로 (재능TV) - 샘
- 프리파라 (MBC) - 안경언니/나기 / 보미 / 레오나 웨스트
- 아이돌타임 프라파라 (MBC) - 안경언니/ 레오나 웨스트
- 피그마리오 (MBC) - 요정 올리에
- 핑크 팬더 (MBC)
- 해피 럭키 깜짝맨 (카툰네트워크) - 네로퀸
- 헬로 카봇 유니버스 (SBS) - 파라사쿵
- 헬로 카봇 쌈바 (SBS) - 호퍼
- Z.O.E (애니원) - 돌로레스

### 영화
- 나 홀로 집에 2 (SBS) - 메건(힐러리 울프)
- 나이트워치 (MBC) - 로테 (로테 안데르센)
- 라이징 선 (MBC)
- 리틀 니키 (SBS) - 젠너 (재키 샌들러)
- 리틀 킹 (MBC)
- 마르셀의 여름 (MBC) - 로즈 이모 (테레제 리오타르)
- 미스 에이전트 (SBS) -셰릴(헤더 번스)
- 배트맨 비긴즈 (SBS) - 어린 레이첼(엠마 록하트)
- 볼케이노 (MBC)
- 불멸의 연인 (MBC)
- 블레이드 3 (SBS) - 샘필드의 딸(헤일리 페이지)
- 비포 선셋(SBS) - 기자(루이즈 므로이네 토레스) / 아주머니
- 사랑의 블랙홀 (MBC)
- 사운드 오브 뮤직 (SBS) - 마르타 (데비 터너)
- 스페셜리스트 (SBS)
- 후크 (MBC)
- 쓰나미 (SBS)
- 아저씨 우리 결혼할까요? (SBS) - 이 선생 (요벽아)
- 영웅신탐 (MBC)
- 올리버 트위스트 (SBS) - 베트 (오펠리아 로비본드)
- 이터널 선샤인 (SBS) - 캐리(제인 애덤스)
- 종횡사해 (MBC) - 외국인 가이드(캐서린 쥬브)
- 책상 서랍 속의 동화 (MBC)
- 케이트 & 레오폴드 (SBS)
- 탄생 (MBC) - 파티 손님(테사 오버조노이스)
- 택시 (MBC)
- 토이즈 (MBC)
- 트레이닝 데이 (SBS) - 레티(사만다 에스테반)
- 패트리어트: 늪 속의 여우 (SBS) - 마거릿 (미카 부럼)
- 풀 프루프 (SBS) - 샌디(로라 카탈라노)
- 피스메이커 (SBS) - 정보국 직원(앤드라 도븐)
- 필링 미네소타 (MBC)
- 하프 어 챈스 (SBS)
- 한 여름밤의 꿈 (MBC) - 헬레나 (캘리스타 플록하트)
- 훌라 걸스 (MBC) - 하츠코 (이케즈 쇼코)

### 외화
- 넘버스 시즌 2 (SBS) - 메건 리브스 (다이앤 파)

### 게임
- 위크니스 히어로 토라우만 - 란도 아오이